# Sammamish
Sammamish liegt östlich von Seattle, direkt am Lake Sammamish, im King County, Washington, Vereinigte Staaten. Die Siedlung erlangte 1999 das Statut einer City. Beim United States Census 2020 hatte Sammamish 67.455 Einwohner.

## Geographie
Der Ort liegt an der Uferlinie und auf den Hügeln östlich des Lake Sammamish und zum Stadtgebiet gehören noch weitere Seen, von denen Beaver Lake und Pine Lake die größten sind. Nördlich von Sammamish liegt Redmond und südlich benachbart ist Issaquah.
Nach den Angaben des United States Census Bureaus hat die Stadt eine Fläche von 47,4 km², wovon 46,7 km² auf Land und 0,6 km² (= 1,37 %) auf Gewässer entfallen.

## Geschichte
Die Plateau, auf dem Sammamish liegt, war ursprünglich ein nichtinkorporierter Teil des King Countys. 1991 scheiterte eine Bürgerbefragung, deren Ziel der Betritt zur benachbarten Stadt Issaquah war; ebenso fand im Jahr darauf eine Volksabstimmung keine Mehrheit, die Sammamish zu einer selbständigen City machen sollte. Wachsender Frust über Entscheidungen der County-Regierung hinsichtlich der Stadtentwicklung führte schließlich zu einer Neuauflage der Bewegung, die 1998 schließlich auf Zustimmung der Wähler stieß. Am 31. August 1999 wurde Sammamish als City offiziell inkorporiert.

## Demographie
Zum Zeitpunkt des United States Census 2000 bewohnten Sammamish 34.104 Personen. Die Bevölkerungsdichte betrug 729,5 Personen pro km². Es gab 11.599 Wohneinheiten, durchschnittlich 248,1 pro km². Die Bevölkerung Sammamishs bestand zu 87,82 % aus Weißen, 0,85 % Schwarzen oder African American, 0,29 % Native American, 7,89 % Asian, 0,09 % Pacific Islander, 0,60 % gaben an, anderen Rassen anzugehören und 2,46 % nannten zwei oder mehr Rassen. 2,50 % der Bevölkerung erklärten, Hispanos oder Latinos jeglicher Rasse zu sein.
Die Bewohner Sammamishs verteilten sich auf 11.131 Haushalte, von denen in 53,3 % Kinder unter 18 Jahren lebten. 79,5 % der Haushalte stellten Verheiratete, 5,3 % hatten einen weiblichen Haushaltsvorstand ohne Ehemann und 13,3 % bildeten keine Familien. 9,4 % der Haushalte bestanden aus Einzelpersonen und in 1,5 % aller Haushalte lebte jemand im Alter von 65 Jahren oder mehr alleine. Die durchschnittliche Haushaltsgröße betrug 3,06 und die durchschnittliche Familiengröße 3,29 Personen.
Die Stadtbevölkerung verteilte sich auf 33,4 % Minderjährige, 4,8 % 18–24-Jährige, 33,2 % 25–44-Jährige, 24,6 % 45–64-Jährige und 4,0 % im Alter von 65 Jahren oder mehr. Das Durchschnittsalter betrug 35 Jahre. Auf jeweils 100 Frauen entfielen 101,7 Männer. Bei den über 18-Jährigen entfielen auf 100 Frauen 98,5 Männer.
Das mittlere Haushaltseinkommen in Sammamish betrug 101.592 US-Dollar und das mittlere Familieneinkommen erreichte die Höhe von 104.356 US-Dollar. Das Durchschnittseinkommen der Männer betrug 76.688 US-Dollar, gegenüber 47.164 US-Dollar bei den Frauen. Das Pro-Kopf-Einkommen in Sammamish war 42.971 US-Dollar. 2,0 % der Bevölkerung und 1,6 % der Familien hatten ein Einkommen unterhalb der Armutsgrenze, davon waren 1,7 % der Minderjährigen und 3,2 % der Altersgruppe 65 Jahre und mehr betroffen.
Das Pro-Kopf-Einkommen in Sammamish liegt im Bundesstaat Washington an elfter Stelle.

## Persönlichkeiten
- Kasen Williams (* 1992), American-Football-Spieler
- Dominique Randle (* 1994), philippinische Fußballspielerin